# Hiraizumi – Templos, jardins e sítios arqueológicos representantes da Terra Pura budista
Hiraizumi – Templos, jardins e sítios arqueológicos representantes da Terra Pura budista é um grupo de cinco locais em Hiraizumi, Iwate no Japão.

## Locais que fazem parte
| Nome                                          | Tipo           | Imagem | Coordenadas                   |
| --------------------------------------------- | -------------- | ------ | ----------------------------- |
| Chūson-ji (em japonês) Chūsonji keidai        | Templo budista |        | 39° 00′ 07″ N, 141° 06′ 00″ L |
| Mōtsū-ji (em japonês) Mōtsūji keidai          | Templo budista |        | 38° 59′ 26″ N, 141° 06′ 56″ L |
| Kanjizaiō-in Ato (em japonês) Kanjizaiōin ato | Templo budista |        | 38° 59′ 17″ N, 141° 06′ 37″ L |
| Muryōkō-in Ato (em japonês) Muryōkōin ato     | Templo budista |        | 38° 59′ 35″ N, 141° 06′ 57″ L |
| Mount Kinkeisan (em japonês) Kinkeizan        | Montanha       |        | 38° 59′ 36″ N, 141° 06′ 33″ L |

## UNESCO
A UNESCO inscreveu Hiraizumi – Templos, jardins e sítios arqueológicos representantes da Terra Pura budista como Patrimônio Mundial por "ser uma construção baseada na cosmologia da Terra Pura Budista, que estava presente por todo o Japão durante o Século VIII... desenvolvendo um conceito de planejamento e desenho de jarind único no Japão."